# 星よ嘆くな 勝利の男
『星よ嘆くな 勝利の男』（ほしよなげくな しょうりのおとこ）は、1967年2月25日に公開された日本映画である。製作・配給は日活。監督は舛田利雄。主演は渡哲也。

## あらすじ
オリンピックの金メダリストとなったアマチュアボクサー・速水隆次は、恩師である朝吹教授が自分をプロボクシング界に売ろうとしていたことを知って失踪。それにより、間もなく病に伏した朝吹は人々から酷評されながら死んだ。隆次は、自分がプロの世界でチャンピオンになることが朝吹の名誉回復につながると考え、ボクシングジムを経営する元プロボクサー・矢代信吾からの熱心な口説きに乗る。

## キャスト
- 速水隆次：渡哲也
- 朝吹圭子：橘和子
- 朝吹秋子：山岡久乃
- 花田和子：太田雅子（梶芽衣子）
- 梨枝：矢代真矢子（八代万智子）
- 佐東：高品格
- 前田：杉江弘（杉山弘太郎）
- 加納：加藤和夫
- 英次：河野彰
- 記者：柳瀬志郎
- 加納の子分：榎木兵衛
- 別の不動産屋：木島一郎
- 記者：八代康二（八代康次）
- 加納の子分：黒田剛
- ショパンコンクール審査委員長：伊藤寿章（澤村昌之助）
- 流し：島村謙二（島村謙次）
- 記者：小柴隆（小柴尋詩）
- レストランで叩き出される男：瀬山孝司
- 花田の父：柴田新三
- レストランで叩き出される男：本目雅昭
- 加納の子分：田畑善彦
- ヤシロジムのセコンド：岩手征四郎
- 手術する外科医：久遠利三
- 記者：浜口竜哉
- ヤシロジムのセコンド：有村道宏
- 加納の子分：溝口拳
- レストランで叩き出される男：根本義幸
- 信夫：島田靖彦
- ビルの清掃婦：深町真喜子（深町真樹子）
- 擬斗：渡井嘉久雄（渡井嘉久夫）
- 小坂照雄
- 益子勇治
- 坂井富士夫：ベンケイ藤倉
- ベン・アルゴン
- 萩原繁
- 矢島荘吾
- リングアナウンサー：酒井忠雄
- レフェリー：遠山甲
- ボクシング指導：山口養治
- 矢代信吾：二谷英明
- 矢代葉子：浅丘ルリ子

## スタッフ
- 監督・脚本：舛田利雄
- 脚本：山崎巌
- 企画：仲川哲朗
- 音楽：伊部晴美
- 撮影 : 萩原憲治

## 同時上映
- 二人の銀座